# Candelo
Candelo – miejscowość i gmina we Włoszech, w regionie Piemont, w prowincji Biella.
Według danych na styczeń 2009 gminę zamieszkiwało 8058 osób przy gęstości zaludnienia 533,6 os./1 km².